# John Sparling
John Trevor Sparling (* 24. Juli 1938 in Auckland, Neuseeland) ist ein ehemaliger neuseeländischer Cricketspieler, der zwischen 1958 und 1964 für die neuseeländische Nationalmannschaft spielte.

## Aktive Karriere
Sparling absolvierte sein First-Class-Debüt in der Saison 1956/57 und spielte in der Folge für Auckland. Sein Test-Debüt erfolgte im Juli 1958 in England. In seinem zweiten Spiel in der Serie gelang ihm ein Fifty über 50 Runs. Er wurde für die Tour in Südafrika in der Saison 1961/62 nominiert, konnte dort jedoch in seinen drei Test-Einsätzen nicht herausragen. Gegen England in der Saison 1962/63 erhielt er nur einen Einsatz. Seine letzte Tour absolvierte er gegen Südafrika im Februar 1964 und konnte dabei noch ein Mal 49 Runs erreichen. Sein letztes First-Class-Spiel absolvierte er in der Saison 1970/71.